# Photonectes
Photonectes is een geslacht van straalvinnige vissen uit de familie van Stomiidae. Het geslacht is voor het eerst wetenschappelijk beschreven in 1887 door Guenther.

## Soorten
- Photonectes achirus Regan & Trewavas, 1930
- Photonectes albipennis (Döderlein, 1882)
- Photonectes braueri (Zugmayer, 1913)
- Photonectes caerulescens Regan & Trewavas, 1930
- Photonectes dinema Regan & Trewavas, 1930
- Photonectes gracilis Goode & Bean, 1896
- Photonectes leucospilus Regan & Trewavas, 1930
- Photonectes margarita (Goode & Bean, 1896)
- Photonectes mirabilis Parr, 1927
- Photonectes munificus Gibbs, 1968
- Photonectes parvimanus Regan & Trewavas, 1930
- Photonectes phyllopogon Regan & Trewavas, 1930
- Photonectes barnetti Klepadlo, 2011
- Photonectes coffea Klepadlo, 2011
- Photonectes corynodes Klepadlo, 2011
- Photonectes paxtoni Flynn & Klepadlo, 2012
- Photonectes waitti Flynn & Klepadlo, 2012